# Edgerton (Wisconsin)
Edgerton è una città degli Stati Uniti d'America, situata in Wisconsin, nella Contea di Rock e in parte nella Contea di Dane.